# Членистоногі
Членистоно́гі (Arthropoda, від грец. αρθρον — «суглоб» та πούς, родовий відмінок ποδός — «нога») — тип первинноротих тварин, що включає комах, ракоподібних, павукоподібних та багатоніжок.

## Морфологія
Членистоногі мають багато спільного з кільчастими червами, особливо з поліхетами. Проте через ряд ароморфозів вони досягли вищого ступеня диференціації тканин та органів, перш за все нервової системи й органів чуття; деякі групи мають складну поведінку, яка виявляється в піклуванні про потомство, здатності до складної будівельної діяльності, суспільному житті й навіть мові (наприклад, у вищих перетинчастокрилих).
Як і кільчаки, членистоногі — метамерні тварини. Їхнє тіло складається з ряду сегментів, проте метамерія членистоногих різко гетерономна. Групи подібних сегментів об'єднуються у відділи тіла — тагми. Найчастіше виділяються три тагми: голова, груди, черевце. У павукоподібних голова злита з грудьми в єдину тагму — головогруди; у трилобітів і багатоніжок є всього дві тагми — голова і тулуб. Особливе значення має процес цефалізації — утворення голови — тагми, де сконцентровані органи чуття (вусики, очі) та первинної переробки їжі (ротовий апарат).
Голова складається з головної лопаті, або акрона, та кількох передніх сегментів. На думку більшості вчених, акрон гомологічний простоміуму кільчастих червів. Голова членистоногих має 6 сегментів. Кількість сегментів, котрі входять до складу грудей і черевця, яке закінчується анальною лопаттю, або тельсоном (гомолог пігідія), різко коливається, проте в межах типу спостерігається тенденція до стабілізації та зменшення їх кількості.
У результаті тагматизації об'єднується і внутрішній вміст сегментів; одні органи розростаються за рахунок інших рівноцінних органів. Зокрема, спостерігається концентрація гангліїв нервової системи в головний мозок.
Характерною ознакою членистоногих, від якої походить назва типу, є будова їхніх кінцівок. Вони складаються з окремих члеників, що рухомо з'єднані між собою суглобами, утворюючи багатоколінні важелі, здатні до складних і точних рухів. Відповідно до тагматизації тіла членистоногих відбулася й спеціалізація їхніх кінцівок. На голові знаходяться кінцівки, що виконують чутливу функцію — антени (одна або дві пари), решта кілька пар кінцівок перетворилися на ротові органи, що беруть участь у захопленні, утриманні та подрібненні їжі (верхні та нижні щелепи або хеліцери та частково педипальпи). Кінцівки грудної тагми виконують в основному локомоторну функцію (плавання, повзання, ходіння, бігання, стрибання), хоча до цих функцій іноді додаються й інші (дихальна, чутлива). Кінцівки черевця у багатьох груп редуковані. Лише у трилобітів і деяких ракоподібних (клас Malacostraca) вони призначені для плавання; одна-дві пари черевних кінцівок часто спеціалізуються як статеві, що призначені для запліднення та розмноження.
У найповнішому вигляді кінцівка членистоногого складається з основної частини (протоподит), від якої відходять дві гілки: зовнішня (екзоподит) та внутрішня (ендоподит), крім того, у водяних форм є зябровий відросток (епіподит). У первинно водяних членистоногих (наприклад, ракоподібних) деякі кінцівки зберігають двогіллясту будову; в більшості ж кінцівок одна з гілок редукується, і вони стають одногіллястими (наприклад, ноги у Шестиногих та Багатоніжок).

## Покриви тіла
Важливою особливістю членистоногих, яка відрізняє їх від кільчастих червів і обумовлює основні риси їх організації, є наявність твердої кутикули, що виконує не тільки захисну функцію, а є також зовнішнім скелетом (екзоскелетом), до якого прикріплюються м'язи.
До складу кутикули входять білки, амінокислоти, ліпіди, глікопротеїди, феноли, пігменти, вода (до 40 %). Проте найхарактернішим компонентом кутикули членистоногих є хітин. Це високомолекулярний полісахарид, мономером якого є азотистий аналог глюкози. Він нагадує глікоген або целюлозу, але на відміну від цих сполук кожна молекула мономера через групу NH зв'язана з ацетильною групою О=С—СН3. Його хімічна назва — полі-N-ацетил-d-глюкозамін. У членистоногих хітин представлений не в чистому вигляді, а як сполука з білком артроподином (насправді це кілька білків), який з хітином утворює нерозчинний комплекс.
У кутикулі членистоногих є ділянки, вкриті товстою, твердою кутикулою, нездатною до розтягнення (склерити), і м'якою, еластичною, розтяжною (мембрани). Чергування цих ділянок і зумовлює рухливість тіла та його придатків. Найчастіше в кожному сегменті (крім головних) є чотири склерити: спинний (тергіт), черевний (стерніт) та пара бічних (плеврити), з'єднані рухомо еластичними мембранами. У кінцівках членики вкриті твердою кутикулою, а зчленування — мембраною, що дозволяє їм рухатися один відносно іншого. Існує ще й внутрішній скелет — вирости склеритів усередину тіла. До них кріпляться м'язи. Кутикула не тільки вкриває все тіло членистоногого, а й вистилає передню та задню кишки, а також трахеї у трахейнодишних.

## Мускулатура
Мускулатура членистоногих не утворює суцільного м'язового мішка, а представлена окремими пучками, що з'єднують між собою рухливі ділянки кутикулярного скелету — склерити, або членики кінцівок. Мускульні пучки прикріплюються до внутрішніх виростів кутикули. У членистоногих виникає новий тип руху — з опорою на зовнішній скелет, а не на шкірно-м'язовий мішок, як у червів. Майже вся мускулатура членистоногих, за винятком деяких м'язів внутрішніх органів, поперечносмугаста. Це надає їм певної переваги, оскільки поперечносмугасті м'язи скорочуються швидше, ніж гладенькі. Завдяки такій будові локомоторного апарату членистоногі здатні до дуже швидких (відносно їхніх розмірів) і різноманітних рухів, а деякі з них (більшість комах) — і до польоту.

## Порожнина тіла
Порожнина тіла членистоногих змішана. Під час ембріонального розвитку в них, як і в кільчастих червів, закладаються парні целомічні мішки, що мають метамерну будову. Пізніше стінки целомічних мішків руйнуються, розпадаючись на окремі клітини, а целомічні порожнини зливаються із залишками первинної порожнини тіла, утворюючи змішану порожнину тіла — міксоцель, що не має власної клітинної вистилки. Це система лакунарних або щілиноподібних порожнин між внутрішніми органами. Із мезодермальних клітин стінок целомічних мішків згодом утворюються мускулатура, клітини крові, жирове тіло та інші мезодермальні утвори. У міксоцелі циркулює рідина, що зветься гемолімфою. Вона є одночасно і порожнинною рідиною, і кров'ю.

## Травна система
Травна система членистоногих складається з трьох відділів: ектодермальної передньої, ентодермальної середньої та ектодермальної задньої кишки. Кожен із цих відділів, у свою чергу, диференціюється залежно від типів живлення. Характерною рисою травного тракту членистоногих, яка відрізняє їх від інших типів тварин, є перетворення кінцівок передніх сегментів тіла на ротові, призначені для утримання й механічної переробки їжі. У ряді випадків додатково до ротового апарата в передній кишці є особливий відділ для механічної обробки їжі (жувальний шлунок Malacostraca або м'язовий шлунок комах). Часто передня кишка служить і для тимчасового зберігання їжі — воло (анатомія) метеликів, бджіл. У більшості наземних членистоногих до передньої кишки відкриваються слинні залози. У середній кишці з'являються різноманітні вирости, що збільшують її поверхню (печінкові вирости ракоподібних та павукоподібних, пілоричні придатки комах). У середній кишці та її придатках відбуваються основні процеси травлення та всмоктування. Задня кишка, особливо в наземних членистоногих, також диференціюється на відділи, що виконують різні функції; найважливішою серед них є всмоктування води з екскрементів і повернення її в гемолімфу. Це необхідно для збереження води в організмі. Функцією кишечнику наземних членистоногих є також осморегуляція та видалення з організму продуктів дисиміляції, для чого призначені спеціальні трубчасті вирости задньої ділянки середньої кишки (у павукоподібних) або передньої частини задньої кишки (у комах та багатоніжок) — мальпігієві судини.

## Видільна система
Видільна система первинноводяних форм (ракоподібні, мечохвости) представлена видозміненими парними целомодуктами, які мають різні назви залежно від їх розміщення (антенальні, максилярні, коксальні залози). У наземних членистоногих замість них цю функцію виконують мальпігієві судини разом із заднім відділом кишечника, в який вони відкриваються. Мальпігієві судини всмоктують розчинені у воді продукти обміну, переробляючи їх у нерозчинні речовини, а в задній кишці відбувається зворотне всмоктування води і деяких корисних речовин та повернення їх у порожнинну рідину.

## Кровоносна система
Кровоносна система членистоногих незамкнена і частково редукована. У ній залишаються лише головні судини — спинна, іноді черевна та деякі бічні, капілярів немає. З'являється серце. Усі артерії відкриваються в порожнину тіла. Функції крові виконує гемолімфа.

## Дихальна система
Органи дихання членистоногих різноманітні. Дуже дрібні членистоногі, які мають тонкі покриви й живуть у воді або в дуже вологих місцях, можуть дихати всією поверхнею тіла. У великих водяних членистоногих органами дихання є зябра — це видозмінені кінцівки або їхні частини (епіподити). У наземних членистоногих органами дихання є легеневі мішки, які також вважають видозміненими кінцівками (у павукоподібних), та трахеї (у частини павукоподібних, багатоніжок і комах). Легеневі мішки — це глибокі мішкоподібні вгини зі складчастими стінками, що відкриваються назовні вузькими щілинами. Трахеї — тонкі, найчастіше розгалужені трубочки, що відкриваються назовні маленькими отворами, а всередині тіла обплітають усі внутрішні органи, доносячи кисень навіть до окремих клітин.

## Нервова система
Нервова система членистоногих складається з надглоткового ганглія, або головного мозку, навкологлоткових конектив і черевного нервового ланцюжка. Будова надглоткового ганглія дуже складна. Він має три відділи: передній (протоцеребрум), середній (дейтоцеребрум) та задній мозок (тритоцеребрум). Найскладнішу будову має протоцеребрум. У черевному нервовому ланцюжку часто спостерігається концентрація гангліїв і утворення складніших гангліїв. У деяких випадках усі ганглії зливаються в єдиний синганглій, як у краба або кімнатної мухи.

### Органи чуття
Більшість членистоногих мають добре розвинені органи чуття (дотику, хімічного чуття, рівноваги, зору). Очі членистоногих бувають двох типів — прості, що мають одну лінзу, й складні, або фасеткові, до складу яких входить велика кількість, інколи кілька тисяч, вічок, або оматидіїв, що щільно прилягають одне до одного. Кожен оматидій сприймає тільки одну точку предмета, що знаходиться перед ним, у результаті чого фасеткове око дає зображення, що складається з безлічі окремих точок, тобто мозаїчне. Фасеткові очі характерні для мечохвостів, більшості ракоподібних і комах, а також для викопних трилобітів.

## Статева система та розмноження
Членистоногі розмножуються лише статевим шляхом. Більшість їх — роздільностатеві, хоча відомі й гермафродити. Часто присутній виразний статевий диморфізм — зовнішня відмінність самиць і самців. Запліднення внутрішнє або сперматофорне — за допомогою одягнених оболонкою пакетів сперми (сперматофорів), які самець вводить у статеві отвори самиці чи підвішує до них.

## Онтогенез
Яйця дуже багаті на жовток, який оточує ядро яйцеклітини. Тому дробіння в них поверхневе й неповне. Воно зосереджене на певній ділянці поверхні яйця, що зветься зародковою смужкою. Членистоногим характерна ембріонізація розвитку, ранні етапи його проходять під захистом оболонки яйця. З яйця виходить личинка, тіло якої вже складається з кількох сегментів. Якщо після цього продовжується утворення нових сегментів, то такий тип розвитку зветься анаморфозом; якщо ж тварина вилуплюється з яйця з повним числом сегментів — епіморфозом. У деяких членистоногих розвиток прямий: з яйця виходить цілком сформована особина, але меншого розміру.
Ріст і зміна форми тіла членистоногих утруднюються через щільну нерозтяжну кутикулу, тому їх постембріональний розвиток супроводжується періодичними линяннями, коли стара кутикула скидається і замінюється новою. У той короткий період, коли нова кутикула м'яка, збільшуються розміри тіла. Линяння здійснюються під контролем нейроендокринної системи.

## Класифікація
- клас †Dinocaridida
  - ряд †Radiodonta
- рід †Isoxys
- рід †Erratus
- клас †Megacheira
- рід †Kiisortoqia
- ряд †Fuxianhuiida
- клада Arachnomorpha
  - клада †Artiopoda
    - клас †Trilobita – трилобіти
    - ряд †Nektaspida
    - ряд †Aglaspidida
    - ряд †Cheloniellida
    - ряд †Conciliterga
    - ряд †Xandarellida
    - ряд †Xenopoda

  - рід †Habelia
  - рід †Sanctacaris
  - рід †Thelxiope
  - підтип Chelicerata – хеліцерові
    - клас Pycnogonida — морські павуки
    - клас †Eurypterida – ракоскорпіони
    - ряд Xiphosura – мечохвости
    - клас Arachnida – павукоподібні
- клада Mandibulata
  - рід †Aquilonifer
  - підклас †Euthycarcinoidea
  - підтип Myriapoda — багатоніжки
    - клас Symphyla – симфіли
    - клас Pauropoda – пауроподи
    - клас Diplopoda – двопарноногі багатоніжки
    - клас Chilopoda – губоногі

  - підтип Pancrustacea
    - ряд †Hymenocarina (Malacostraca?)
    - надклас Oligostraca
      - клас Ostracoda – черепашкові
      - клас Maxillopoda — щелепоногі

    - надклас Multicrustacea
      - клас Thecostraca
      - клас Hexanauplia
      - Malacostraca – вищі ракоподібні

    - клада Allotriocarida
      - клас Cephalocarida
      - Branchiopoda – зяброногі раки
      - Remipedia –
      - Hexapoda – шестиногі
- Incertae sedis
  - рід †Camptophyllia[2]
  - рід †Parioscorpio[3]
  - рід †Wingertshellicus[4]
  - клас †Marrellomorpha
  - клас †Thylacocephala

## Взаємодія з людьми

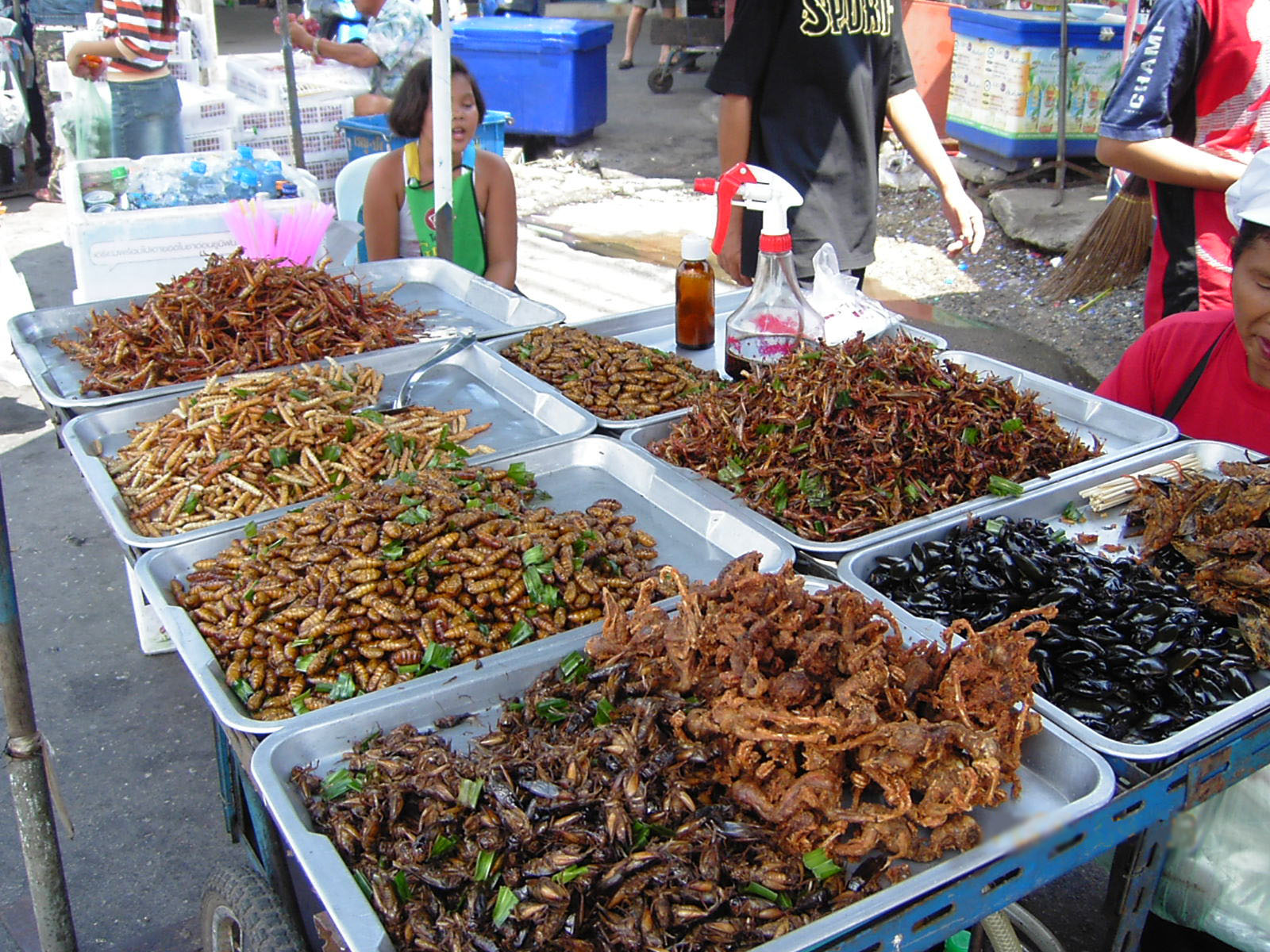
Комахи та скорпіони продаються в продуктовому кіоску в Бангкоку, Таїланд

Ракоподібні, як краби, омари, раки, креветки, здавна були частиною людської кухні, а зараз їх вирощують у промислових масштабах. Комахи та їхні личинки є щонайменше такими ж поживними, як і м'ясо, і їх їдять як сирими, так і приготованими у багатьох культурах, хоча не в більшості європейських, індуїстських та ісламських культур.  Приготовані павуки-птахоїди вважаються делікатесом у Камбоджі,   та індіанцями піароа на півдні Венесуели, після того, як видаляються сильно подразнюючі волоски - головна захисна система павука. Люди також ненавмисно вживають членистоногих в інших харчових продуктах, а правила безпеки харчових продуктів встановлюють прийнятні рівні забруднення для різних видів харчових продуктів.  Навмисне вирощування членистоногих та інших дрібних тварин для харчування людей, так зване міні-тваринництво,  зараз стає екологічно обґрунтованою концепцією у тваринництві.  Комерційне розведення метеликів забезпечує популяцію лускокрилих для оранжерей метеликів, освітніх виставок, шкіл, дослідницьких центрів і культурних заходів.
Однак найбільший внесок членистоногі вносять у забезпечення людини продуктами харчування завдяки запиленню: дослідженні 2008 року розглядалися 100 культур, які ФАО відносить до продовольчих, і економічну цінність запилення оцінювали у 153 мільярди євро, або 9,5 відсотка вартості світової сільськогосподарської продукції, використаної для харчування людей у 2005 році. Окрім запилення, бджоли виробляють мед, що є основою індустрії, яка швидко зростає, та міжнародної торгівлі.
Червоний барвник кохінеал, вироблений центральноамериканським видом комах,  був економічно важливим для ацтеків і майя. Поки цей регіон перебував під контролем Іспанії, він став другою найприбутковішою статтею мексиканського експорту, а зараз відновлює частину позицій, втрачених від синтетичних конкурентів. Шелак - смола, що виділяється одним з видів комах, що мешкають у південній Азії, - історично використовувався у величезних кількостях для багатьох цілей,зараз його переважно замінили синтетичні смоли, але його, як і раніше, використовують у деревообробці та як харчову добавку. Кров підковоподібних крабів містить агент згортання крові, лізат амебоцитів Limulus Amebocyte Lysate, який зараз використовується для перевірки антибіотиків та ниркових апаратів на відсутність небезпечних бактерій, а також для виявлення спінального менінгіту. Судова ентомологія використовує докази, надані членистоногими, для встановлення часу, а іноді й місця смерті людини, а в деяких випадках і причини. Останнім часом комахи також привертають увагу як потенційні джерела ліків та інших цілющих речовин.
Відносна простота плану тіла членистоногих, що дозволяє їм пересуватися по різноманітних поверхнях як на землі, так і у воді, зробила їх корисними моделями для робототехніки. Надмірність, що забезпечується сегментами, дозволяє членистоногим і біоміметичним роботам нормально рухатися навіть із пошкодженими або втраченими придатками. 